# Fritsflarken
Fritsflarken är en sjö i Sorsele kommun i Lappland och ingår i Umeälvens huvudavrinningsområde. Sjön har en area på 0,0664 kvadratkilometer och ligger 427 meter över havet. Fritsflarken ligger i Lässejaure Natura 2000-område.

## Delavrinningsområde
Fritsflarken ingår i det delavrinningsområde (727579-160833) som SMHI kallar för Utloppet av Fritsflarken. Medelhöjden är 428 meter över havet och ytan är 0,36 kvadratkilometer. Det finns inga avrinningsområden uppströms utan avrinningsområdet är högsta punkten. Vattendraget som avvattnar avrinningsområdet har biflödesordning 6, vilket innebär att vattnet flödar genom totalt 6 vattendrag innan det når havet efter 335 kilometer. Avrinningsområdet består mestadels av skog (23 procent) och sankmarker (58 procent). Avrinningsområdet har 0,07 kvadratkilometer vattenytor vilket ger det en sjöprocent på 18,3 procent.